# Jonah Hill
Jonah Hill Feldstein, známější pod jménem Jonah Hill (* 20. prosince 1983 Los Angeles), je americký herec, režisér, producent, scenárista, komik a dabér. Svou první roli ztvárnil v roce 2004 ve filmu Mám rád Huckabees. V roce 2009 hrál v epizodě „Rošťárny bez konzervantů“ amerického animovaného seriálu Simpsonovi. Zahrál si ve snímcích Superbad (2007) Zbouchnutá (2007), Komici (2009), Dostaň ho tam (2010) Moneyball, který také napsal a byl jeho výkonným producentem (2011), 21 Jump Street (2012), Apokalypsa v Hollywoodu (2013) či Vlk z Wall Street (2013). Známý je také hlasovou rolí z filmu Jak vycvičit draka (2010).

## Životopis
Narodil se v Los Angeles jako syn Sharon Lynové (za svobodna Chalkinové), návrhářky kostýmů a módní stylistce a Richarda Feldsteina, cestovního účetního kapely Guns N' Roses. Má o šest let staršího bratra Jordana Feldsteina a o deset let mladší sestru.
Vychován byl jako žid. Rodiče původně pocházeli z Long Islandu. Navštěvoval The Center for Early Education (Centrum pro základní vzdělání), Brentwood School a poté Crossroads School v Santa Monice.
Po odmaturování na střední škole navštěvoval Bard College, The New School a University of Colorado Boulder.

## Kariéra
První roli získal ve filmu z roku 2004 Mám rád Huckabees. Později se objevil ve filmu 40 let panic a následně získal vedlejší roli ve film Zbouchnutá. Hlavní role přišla s filmem Superbad a Dostaň ho tam.
Byl koproducentem filmu Bruno, a psal pro Sachu Baron Cohena, jenž ho učil jak se stát lepším spisovatelem. První nominaci na Teen Choice Awards získal za roli ve filmu Bezva vejška (2006), kde ztvárnil Shermana Schradera.

V roce 2011 byl nominován na cenu Oscara a Zlatý glóbus za nejlepší vedlejší roli za film Moneyball. Společně s Channingem Tatum si zahrál ve filmu 21 Jump Street a s Benem Stillerem a Vincem Vaughem ve filmu Sousedská hlídka. V tom samém roce bylo oznámeno, že se připojí k obsazení filmu Nespoutaný Django.

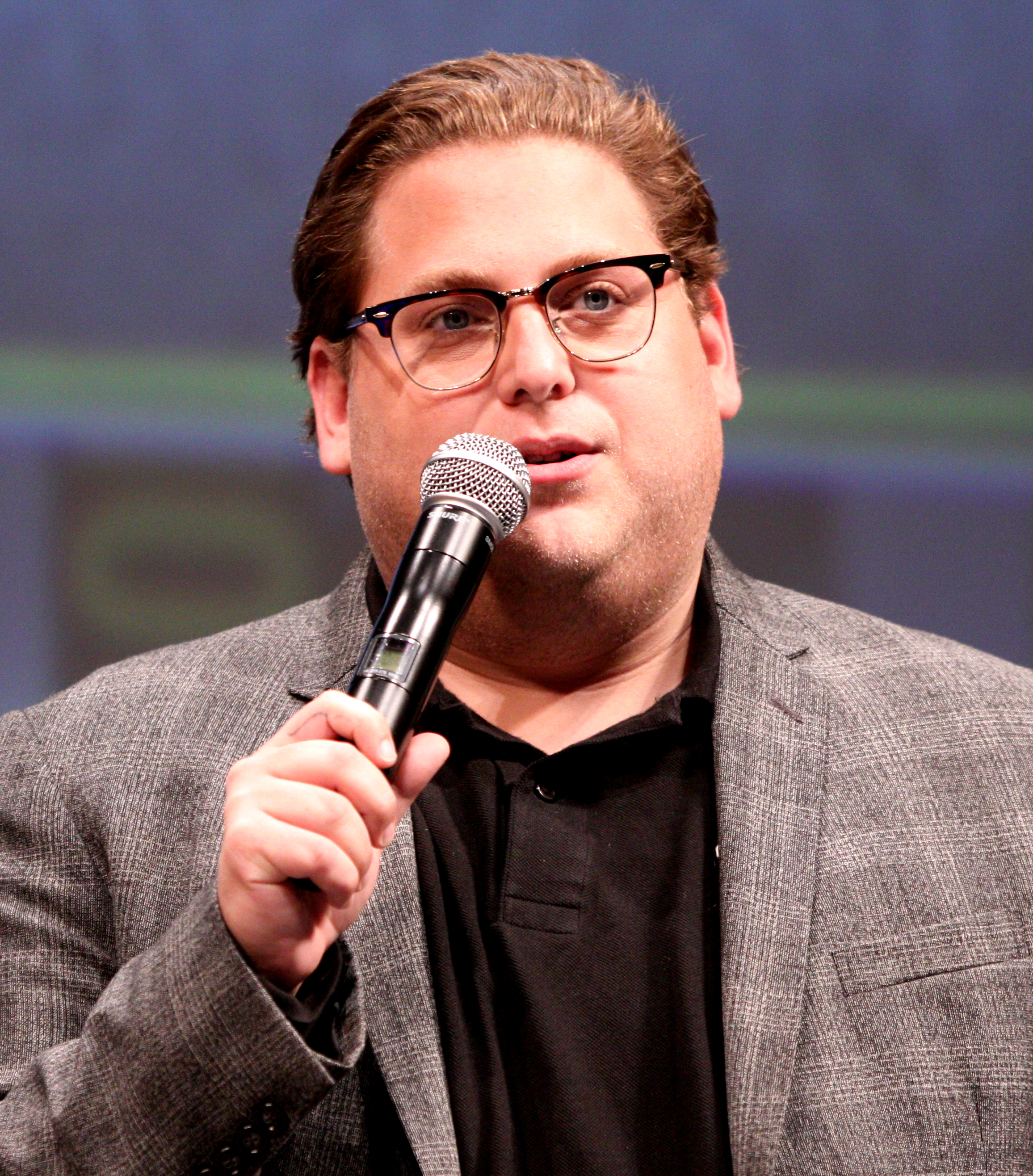
Hill v roce 2010

V roce 2013 si zahrál ve filmech Vlk z Wall Street a Apokalypsa v Hollywoodu. Za roli ve filmu Vlk z Wall Street získal později nominaci na Oscara. O rok později si zahrál v pokračování filmu 21 Jump Street, 22 Jump Street.
V roce 2018 přišel jeho režisérský debut s filmem Devadesátky. Tento film nejen režíroval, ale napsal k němu i scénář a je jeho výkonným producentem. Film byl poprvé uveden na Torontském filmovém festivalu v září 2018. Ve stejném roce si zahrál hlavní roli v minisérii Netflixu s názvem Maniac.

## Osobní život
V rozhovoru v roce 2013 uvedl, že jeho největší idol v mládí byl Ice Cube, se kterým měl tu čest si i zahrát. V letech 2007–2011 udržoval partnerský vztah s Jordan Kleinovou.

## Filmografie
| Rok  | Název                            | Role                              | Poznámky |
| ---- | -------------------------------- | --------------------------------- | --- |
| 2004 | Mám rád Huckabees                | Bret                              | |
| 2005 | 40 let panic                     | zákazník eBaye                    | |
| 2006 | 10 položek a méně                | Packy                             | |
| 2006 | Král videoher                    | Barry                             | |
| 2006 | Klik – život na dálkové ovládání | Ben Newman v 17 letech            | |
| 2006 | Bezva vejška                     | Sherman Schrader                  | Nominace – Teen Choice Awards v kategorii nejlepší filmový výkřik |
| 2007 | Božský Evan                      | Eugene Tannenbaum                 | |
| 2007 | Superbad                         | Seth                              | Nominace – MTV Movie Award v kategorii nejlepší herecký výkon v komediálním filmu Nominace – MTV Movie Award v kategorii nejlepší průlomové vystoupení Nominace – MTV Movie Award v kategorii nejlepší komediální herec |
| 2007 | Zbouchnutá                       | Jonah                             | |
| 2007 | Rocket Science                   | Filosof junior                    | |
| 2008 | Skandály ze života zvířat        | Cooker                            | |
| 2008 | Kopačky                          | Matthew – číšník                  | |
| 2008 | Každý má svůj sen                | Eddie Tuckby                      | |
| 2008 | Horton                           | Tommy (hlas)                      | |
| 2009 | Komici                           | Leo Koenig                        | |
| 2009 | Noc v muzeu 2                    | Brandon                           | |
| 2009 | Umění lhát                       | Frank                             | |
| 2010 | Megymysl                         | Hal Stewart/Titan (hlas)          | |
| 2010 | Cyrus                            | Cyrus                             | |
| 2010 | Jak vycvičit draka               | Snotlout Jorgenson (hlas)         | |
| 2010 | Dostaň ho tam                    | Aaron Green                       | Nominace – Teen Choice Awards v kategorii Nejlepší filmový herec – komedie Nominace – Teen Choice Awards v kategorii Nejlepší polibek (s Russellem Brandem) Nominace – Teen Choice Awards v kategorii Nejlepší souboj/akční scéna (s Russelem Brandem a Seanem „P.Diddy“ Combsem) |
| 2011 | Spratci na zabití                | Noah Griffith                     | Také výkonný producent |
| 2011 | Moneyball                        | Peter Brand                       | Nominace – Satellite Award v kategorii nejlepší herec ve vedlejší roli Nominace – Cena Sdružení filmových a televizních herců v kategorii nejlepší herec ve vedlejší roli Nominace – Zlatý glóbus v kategorii nejlepší herec ve vedlejší roli Nominace – Filmová cena Britské akademie v kategorii nejlepší herec ve vedlejší roli Nominace – Oscar v kategorii nejlepší herec ve vedlejší roli |
| 2011 | Gift of the Night Fury           | Snotlout Jorgenson (hlas)         | Krátký film |
| 2012 | Nespoutaný Django                | Muž s přikrytou hlavou            | cameo |
| 2012 | Sousedská hlídka                 | Franklin                          | |
| 2012 | 21 Jump Street                   | Morton Schmidt                    | Také výkonný producent a scenárista Nominace – Teen Choice Awards v kategorii nejlepší chemie (s Channingem Tatumem) Nominace – Teen Choice Awards v kategorii nejlepší souboj (s Channingem Tatumem) Nominace – Teen Choice Awards v kategorii nejlepší výbuch vzteku (s Channingem Tatumem) Nominace – Teen Choice Awards v kategorii nejlepší filmový herec v komedii Nominace – MTV Movie Award v kategorii Nejlepší komik Nominace – MTV Movie Award v kategorii nejlepší obsazení Nominace – MTV Movie Award v kategorii nejlepší souboj (s Channingem Tatumem) |
| 2013 | Vlk z Wall Street                | Donnie Azoff                      | MTV Movie Award v kategorii nejlepší komik Nominace – MTV Movie Award v kategorii nejlepší duo (s Leonardem DiCapriem) Nominace – Oscar v kategorii nejlepší herec ve vedlejší roli |
| 2013 | Apokalypsa v Hollywoodu          | Sám sebe                          | |
| 2014 | Jak vycvičit draka 2             | Snotlout Jorgenson (hlas)         | |
| 2014 | LEGO příběh                      | Green Lantern <(hlas)             | |
| 2014 | 22 Jump Street                   | Morton Schmidt                    | Také exkluzivní producent a scenárista Young Hollywood Award v kategorii nejlepší kamarádství (s Channingem Tatumem) Teen Choice Awards v kategorii nejlepší výbuch vzteku Nominace – Teen Choice Awards v kategorii nejlepší chemie (s Channingem Tatumem) Nominace – Teen Choice Awards v kategorii nejlepší letní filmová hvězda |
| 2015 | Pravdivý příběh                  | Michael Finkel                    | |
| 2016 | Ave, Caesar!                     | Joseph Silverman                  | |
| 2016 | Buchty a klobásy                 | Carl (hlas)                       | |
| 2016 | Týpci a zbraně                   | Efraim Diveroli                   | |
| 2017 | LEGO Batman film                 | Hal Jordan / Green Lantern (hlas) | |
| 2018 | Maniac                           | Owen Milgrim                      | hlavní role, také výkonný producent |
| 2018 | Neboj, daleko neuteče            | Donnie Green                      | |
| 2018 | Devadesátky                      | —                                 | scenárista, producent a režisér filmu |
| 2019 | LEGO příběh 2                    | Hal Jordan / Green Lantern (hlas) | |
| 2019 | The Beach Bum                    | Lewis                             | |
| 2019 | Jak vycvičit draka 3             | Snotlout Jorgenson (hlas)         | |
| 2021 | K zemi hleď!                     | Jason Orlean                      | |